# Fight for This Love
"Fight for This Love" é uma canção da cantora inglesa Cheryl Cole, gravada para o seu álbum de estréia, 3 Words (2009). Inicialmente, a canção foi lançada no Reino Unido e na Irlanda como o primeiro single do álbum em 30 de outubro de 2009 pela Fascination Records. No entanto, em 2010, ele também foi lançado na Europa como o segundo single do álbum pela Universal Music. Uma canção uptempo, derivada do dance-pop e do R&B, foi escrita e produzida por uma equipe de compositores americanos, que consistem em Steve Kipner, Wayne Wilkins e Andre Merrit. A canção foi oferecida a Cole em forma de demonstração, com vocais masculinos. Ela afirmou uma conexão instantânea com a mensagem da música, bem como a sua produção synthpop perceptível. Seu estilo e letras são diferentes de músicas anteriores lançadas com Girls Aloud. "Fight for This Love" teve opinões divididas dos críticos de música; alguns elogiaram os vocais de Cole e a produção poderosa, observando que a canção tinha o potencial para ser um sucesso nos clubes, enquanto outros críticos observaram os seus versos lentos e vocais fracos.
O lançamento foi feito exatamente no período em que a cantora e o jogador de futebol  Ashley Cole estavam no meio de um processo de divórcio litigioso que se tornou capa de diversas revistas ao redor do mundo. No vídeo musical da canção, dirigido por Ray Kay, Cole usa várias roupas da moda e cenas destacando diferentes danças coreografadas. Foi geralmente bem recebido pela mídia e críticos, que fizeram comparações com Janet Jackson e com o vídeo de "Put the Needle On It" (2002), por Dannii Minogue. Após sua primeira performance da música no The X Factor, liderou as paradas da Irlanda e do Reino Unido. A canção também alcançou o sucesso na Europa, chegando no topo no gráfico na Noruega, Hungria e Dinamarca. Em maio de 2010, foi disco de platina pela British Phonographic Industry, pelas vendas superando 600 mil unidades. A canção recebeu uma indicação ao BRIT Awards na categoria de Melhor Single Britânico. Em dezembro de 2012, "Fight for This Love" tornou-se o 125º single que alcançou a marca de um milhão na história do UK Chart, e o terceiro a atingir o feito em 2012, juntamente com Carly Rae Jepsen, com "Call Me Maybe" e Gotye, com "Somebody That I Used to Know".

## Antecedentes e composição
"Fight for This Love" é o primeiro single solo de Cole fora do Girls Aloud, uma girl group que conseguiu 20 singles top dez. Foi escrita por uma equipe americana que consiste em Steve Kipner, Wayne Wilkins e Andre Merrit, e posteriormente entregue como uma demonstração a intérprete, sendo cantada por Merrit. Cole afirmou que, embora o demo tivesse sido entregue para ela com vocais masculinos, ela "soube imediatamente que era um single", tendo se "conectado com a música tão bem".
A música é pop, com indícios do dance-pop e do R&B e com uma produção synthpop, escrita na chave de sol maior com uma assinatura de tempo comum e com um andamento de 123 batidas por minuto. O alcance vocal de Cole se estende desde E3 a D5.

## Recepção

### Análise da crítica
A recepção crítica de "Fight for This Love" foi mista. Ruth Harrison, de Female First, ficou impressionado com a canção depois de inicialmente se preocupar que Cole não seria capaz de ficar em carreira solo. Popjustice gostou da música, dizendo: "'Fight for This Love' é uma daquelas músicas que você pode repetir por uma hora e meia sem ficar entediado".
No entanto, Davi Balls, do Digital Spy, ficou moderadamente impressionado e argumentou que "os vocais de Cole não são muito fortes", mas que ela tinha "charme e muita exposição do 'X Factor' subestimados". Da música em si, ele disse: "Cole tomou a abordagem sutil em seu primeiro single solo. 'Fight for This Love' é uma faixa midtempo, pop e R&B moderada, com a produção synth e um gancho infeccioso que atormenta na consciência - embora depois de algumas escutas". Enquanto Fraser McAlpine, da BBC, parcialmente associou que "Em favor a Cheryl, ela está, obviamente, fazendo um esforço para gravar algo que soe diferente das coisas que ela estaria fazendo com Girls Aloud, e como resultado deste esforço solo é uma interessante faixa híbrida pop, dance e R&B, que realmente lhe cai muito bem, estilo sábio", ele também viu problemas com a voz, dizendo: "É apenas uma vergonha que não é mais forte", e apontando alguns pontos fracos, "a melhor coisa sobre a música é a ponte, que é atrevida, mas vulnerável ao mesmo tempo, e sustentada por uma doce melodia, mas o resto da música não pode igualar-se: os versos são lentos...".

### Performance comercial
No Reino Unido, "Fight for This Love" estreou na primeira posição do UK Singles Chart. Vendeu 134 mil cópias em um dia no mesmo país. As vendas finais na primeira semana totalizaram 292 mil cópias, batendo os 213 mil que Girls Aloud venderam com seu single de estreia, "Sound of the Underground", em 2002. O single permaneceu na primeira posição durante duas semanas, e consequentemente passou a se tornar o single mais vendido do ano até esse ponto. No final de 2009, foi declarado o quarto single mais vendido do ano. Em 14 de maio de 2010, pouco mais de seis meses após o lançamento, o single foi certificado platina pela British Phonographic Industry (BPI). Em dezembro de 2012, "Fight for This Love" já tinha vendido mais de um milhão de cópias no Reino Unido.

## Vídeo musical
O vídeo musical foi dirigido por Ray Kay e filmado no início de setembro de 2009. Kay comentou sobre as filmagens do clipe, dizendo que "As gravações correram muito bem, e Cheryl foi fantástica para trabalhar. Eu a dirigi muito duro no vídeo, e foi muito difícil de sua parte. Meu trabalho estava relaxando em comparação. Fizemos o vídeo, em Londres, com um monte de foco em moda e dança, com coreografia muito difícil, antes de colocá-lo todos juntos em Los Angeles depois. Eu tenho um forte sentimento de que este será #1 para Cheryl na Inglaterra!".

## Lista de faixas
| - Ireland / UK CD Single 1. "Fight for This Love" (Andre Merrit, Steve Kipner, Wayne Wilkins) — 3:46 2. "Didn't I" (Andrea Remanda, Cheryl Cole, Klaus Derendorf) — 3:45 - Ireland / UK Digital single 1. "Fight for This Love" — 3:46 2. "Fight for This Love" (Moto Blanco Club Mix) — 7:28 - Ireland / UK - Digital Remix (EP) 1. "Fight for This Love" — 3:46 2. "Fight for This Love" (Cahill Club Mix) — 6:27 3. "Fight for This Love" (Crazy Cousinz Club Mix) — 5:42 4. "Fight for This Love" (Sunship Old Skool UK Garage Remix) — 5:01 5. "Fight for This Love" (Moto Blanco Radio Edit) — 3:42 6. "Fight for This Love" (Crazy Cousinz Radio Edit) — 4:00 | - International Digital single (1) 1. "Fight for This Love" — 3:46 2. "Fight For This Love" (Cahill Radio Edit) — 3:44 - International Digital single (2) 1. "Fight for This Love" — 3:46 2. "Fight for This Love" (Crazy Cousinz Radio Edit) - 3:58 - International - Digital Remix EP 1. "Fight for This Love" — 3:46 2. "Fight for This Love" (Cahill Club Mix) — 6:26 3. "Fight for This Love" (Crazy Cousinz Club Mix) — 5:42 4. "Fight for This Love" (Crazy Cousinz Dub) — 5:26 5. "Fight for This Love" (Moto Blanco Radio Edit) — 3:42 |

## Desempenho nas tabelas musicais
| Tabela musical (2009/2010)              | Melhor posição |
| --------------------------------------- | -------------- |
| Austrália - (ARIA)                      | 54             |
| Austrália - (ARIA Dance Chart)          | 12             |
| Áustria - (Ö3 Austria Top 75)           | 4              |
| Bélgica - (Ultratop 50 - Flanders)      | 13             |
| Bélgica - (Ultratop 40 - Valônia)       | 7              |
| Bulgária - (Bulgaria Singles Top 40     | 10             |
| Dinamarca - (Tracklisten)               | 1              |
| União Europeia - (Hot 100 Singles)      | 3              |
| Escócia - (The Official Charts Company) | 1              |
| Eslováquia - (IFPI)                     | 8              |
| França - (SNEP)                         | 7              |
| Países Baixos - (Dutch Top 40)          | 2              |
| Hungria - (Rádiós Top 40)               | 1              |
| Irlanda - (IRMA)                        | 1              |
| Itália - (FIMI)                         | 5              |
| Noruega - (VG-lista)                    | 1              |
| Polónia - (ZPAV)                        | 3              |
| Suécia - (Sverigetopplistan)            | 2              |
| Suíça - (Swiss Music Charts)            | 3              |
| Reino Unido - (UK Singles Chart)        | 1              |
| Mundo - (United World Chart)            | 2              |

| País        | Provedor | Certificação |
| ----------- | -------- | ------------ |
| Dinamarca   | IFPI     | Platina      |
| Alemanha    | BVMI     | Ouro         |
| Itália      | FIMI     | Ouro         |
| Suíça       | IFPI     | Ouro         |
| Suécia      | IFPI     | Platina      |
| Reino Unido | BPI      | Platina      |

| Chart (2009)                   | Posição |
| ------------------------------ | ------- |
| Irlanda - Irish Singles Chart  | 5       |
| Reino Unido - UK Singles Chart | 4       |

| Chart (2010)                                | Posição |
| ------------------------------------------- | ------- |
| Austrália - ARIA Dance Chart                | 46      |
| Áustria - Ö3 Austria Top 40                 | 45      |
| Bélgica - Belgian Singles Chart (Flanders)  | 78      |
| Bélgica - Belgian Singles Chart (Walloiona) | 62      |
| Dinamarca - Danish Singles Chart            | 13      |
| União Europeia - European Hot 100 Singles   | 22      |
| Alemanha - (Media Control AG)               | 37      |
| Hungria - Hungarian Airplay Chart           | 1       |
| Países Baixos - Dutch Singles Chart         | 2       |
| Itália - Italian Singles Chart              | 28      |
| Roménia - Romanian Top 100                  | 82      |
| Espanha - (PROMUSICAE)                      | 46      |
| Suíça - (Media Control AG)                  | 38      |

| Chart (2000–2009) | Posição |
| ----------------- | ------- |
| Reino Unido       | 23      |